# Allium hollandicum
Allium hollandicum es una especie de planta bulbosa geófita del género Allium, perteneciente a la familia de las amarilidáceas, del orden de las Asparagales. Es originaria de Irán.

## Descripción
Es una planta ornamental, con hasta 15 hojas estrechas. La inflorescencia globular densa de color púrpura o de color blanco con un diámetro de 25 cm, que consta de muchas flores como estrellas en tallos largos, se encuentra en un alto pico de hasta 2 metros de altura.

## Taxonomía
Allium hollandicum fue descrita por  R.M.Fritsch y publicado en Candollea 48: 422 (1993).
Etimología
Allium: nombre genérico muy antiguo. Las plantas de este género eran conocidos tanto por los romanos como por los griegos. Sin embargo, parece que el término tiene un origen celta y significa "quemar", en referencia al fuerte olor acre de la planta. Uno de los primeros en utilizar este nombre para fines botánicos fue el naturalista francés Joseph Pitton de Tournefort (1656-1708).
hollandicum: epíteto